# محمية التليلة

اللوحة الإعلانية على مدخل محمية التليلة، سورية

محمية التليلة وتقع ضمن أراضي الجمهورية العربية السورية تتبع منطقة تدمر في محافظة حمص وقد أعلنت منطقة محمية رعوية منذ 22 يوليو 1991 بقرار من وزير الزراعة والإصلاح الزراعي السوري لتكون بذلك أول محمية طبيعية تم إعلانها في سورية

بهدف المحافظة على نباتات البادية الطبيعية والإبقاء على الحيوانات التي تعيش فيها وتكثيرها بشكل يضمن استمرار وجودها وعدم انقراضها وهي تغطي مساحة مقدارها 22000 هكتار.

## الموقع
تقع المحمية في قلب البادية السورية على بعد 27 كم جنوب شرق مدينة تدمر الأثرية يمكن الوصول إليها عن طريق منعطف جانبي يبعد نحو 15 كم عن طريق تدمر - دير الزور، وتتوضع المحمية على مساحة 22000 هكتار، يحيط بها خندق بطول 175 كم عمقه 2 م وعرضه 3 م، ويعلو الخندق ساتر ترابي بارتفاع 205 م نتج عن حفر الخندق، وفي داخلها قسم مسور بأسلاك شائكة خاص بالغزلان بطول 15 كم.

## وصف منشآت المحمية
يضم الموقع بالإضافة إلى المحمية مركزا للتوعية البيئية

و فيه قاعة العرض وورشة الأطفال ومنفذ بيع منتجات البادية والمعرض ومجموعة من المنشآت الملحقة
- قاعة العرض وهي متخصصة لعرض أفلام الفيديو والشرائح الضوئية وتقديم شرح مفصل عن برنامج الزيارة إلى المحمية والغاية منه وتقدم لمحة عن النشاطات التي يمكن مزاولتها أثناء الزيارة.
- ورشة الأطفال وهي مخصصة للأطفال فيها 28 ملصق معلق على جدرانها ويمارس بها الأطفال بعض الألعاب الهادفة لتعريفهم بعالم البادية الطبيعي، ويمكن للأطفال القيام بجولة في المحمية للتعرف عليها مصطحبين معهم منشور استكشاف محمية التليلة الذي تم إعداده خصيصا لهذه الغاية.
- منفذ بيع منتجات البادية وهو مخصص لبيع المنتجات التقليدية البدوية التي تم إنتاجها من قبل البدو كالصناعات اليدوية من قبيل التطريز والحياكة والنباتات الطبية والأطعمة التقليدية ومواد التجميل.
- قاعة المعرض وهي أكبر قاعة خصصت لعرض طبيعة البادية وذلك ضمن خمسة أقسام تضم عددا كبيرا من اللوحات والمجسمات بحيث يختص كل قسم بعرض جزء من تاريخ البادية وتركز الأقسام الثلاث الأولى على ماضي البادية بينما يبين الرابع حاضرها ويظهر الخامس عن توقعات مستقبلها.

### أقسام المعرض
يضم المعرض 5 أقسام:
- القسم الأول  فيه ثلاث لوحات تبين التطور التاريخي للأرض والحياة بالإضافة إلى التاريخ الطبيعي لتطور الحيوانات والنباتات.
- القسم الثاني فيه ست لوحات تبين موقع البادية ضمن سورية والأنظمة البيئية السائدة في البادية واستراتيجيات البقاء لدى النباتات، ومجسم ثلاثي الأبعاد يعرض الأنظمة البيئية الأربعة في حالة توافر التوازن، وهيكل دائري للتنوع الحيوي تعرض فيه أسباب الحفاظ على التنوع الحيوي.
- القسم الثالث يضم مجسمين كبيرين يعرضان طرق إدارة المراعى التقليدية ويسلطان الضوء على نظام الحمى وطريقة البدو في التعامل مع مواردهم الطبيعية، ومجسمين صغيرين يعرضان بعضا من الفعاليات البدوية بما فيها كيفية ركوب الجمل.
- القسم الرابع يتألف من مجسم ثلاثي الأبعاد يعرض حالة البادية والمخاطر التي تعانى منها، وأربع لوحات كبيرة للموارد الطبيعية في البادية توضح أسباب تدهور البادية والواقع البيئي الحالي وأسباب التعرية وانقراض الأنواع في الماضي والحاضر وبعض الأمثلة عن الحيوانات المنقرضة والحيوانات المهددة بالانقراض والتي ما زالت بقاياها موجودة في منطقة تدمر وما يجب إتباعه لتجنب انقراضها نهائيا.
- القسم الخامس يتألف من ثلاث لوحات كبيرة تشرح الهدف من إقامة المحمية التليلة وتعرض بعضا من النباتات الطبية الموجودة فيها وطائر النوق المهدد بالانقراض، وهيكل دائري للمناخ يعرض الظروف المناخية لعشر سنوات مضت في البادية، ومجسم يبين طريق هجرة الطيور وأماكن تكاثرها والأماكن التي تمضى فيها فصل الشتاء، وسجادة تعرض مختلف أنواع نباتات وحيوانات البادية.

### الملحقات
و هي أربع:
- المعشبة النباتية الحية التي تضم مختلف أنواع نباتات البادية
- خيمة الاستراحة البدوية تقدم فيها القهوة العربية والشاي وبعض أنواع الحلوى ويسمع فيها صوت الربابة والشعر العربي وقصص وحكايات البدو التقليدية.
- الخيمة البدوية الثانية وتعرض الأدوات التقليدية التي كانت تستعملها البدو في حياتهم.
- الحمام الكبريتي حيث يمكن للزائر أن يستحم ويستريح به لبعض الوقت.
- الطرقات الترابية الأربع التي يمكن للزائر استخدامها أثناء الزيارة.

## الأنواع النباتية والحيوانية في المحمية

### الأنواع النباتية
يسود في الموقع العديد من الأنواع النباتية يفوق عددها الخمسين نوعا وأهمها:
الروثا (بالإنجليزية: Salsola vermiculata)‏ - الخدراف (بالإنجليزية: Salsola volkensii)‏ - الصر (بالإنجليزية: Noaea mucronata)‏ - الرمرام (بالإنجليزية: Chenopodium murale)‏ - الشنان السوري (بالإنجليزية: Anabasis syriaca)‏ - القيصوم (بالإنجليزية: Achillea fragrantissima)‏ - (بالإنجليزية: Achillea santolina)‏ - الشيح (بالإنجليزية: Artemisia herba-alba)‏  - الكمأة (الفقع) وغيرها من النباتات العشبية الحولية والمعمرة

### الأنواع الحيوانية
يشاهد في الموقع: 
- 257 نوعاً من الطيور أنواع الطيور وأهمها: الغواص (بالإنجليزية: Podiceps nigricollis)‏ - الغاق (بالإنجليزية: Phalacrocorax carbo)‏ - مالك الحزين (بالإنجليزية: Botaurus stellaris)‏ - اللقلق (بالإنجليزية: Ciconia ciconia)‏ - والنسر (بالإنجليزية: Gyps fulvus)‏ - العقاب (بالإنجليزية: Aquila nepalensis)‏ كما اكتشف فيه مؤخرا طائر أبو النوق  (بالإنجليزية: Bald ibis)‏  والذي يعتبر من الأصناف المهددة بالانقراض - ا 
  - النعام (بالإنجليزية: Struthio camelus) - طائر الفلامينغو أو النحام (بالإنجليزية: Phoenicopter.dae).
- 22 نوعاً من الثدييات مثل ابن آوى - الذئب - الثعلب - الضبع - القط البري - الأرنب البري - الإبل
- 21 نوعا من الزواحف، ونوع واحد من البرمائيات وعدد كبير من الحشرات
- الغزلان والمها والتي يتم إكثارها في الموقع بعد أن تم جلبها من الأردن والسعودية.[3]

### نظرة على أهم أنواع الحيوانات في المحمية

#### الغزلان
بدأ مشروع الإكثار من الغزلان من نوع الريم الصحراوي في عام 1996 م حيث قامت المحمية بإدخال 30 غزالا تم تقديمها من المملكة العربية السعودية كهدية للمحمية وتم تلقيحها والاهتمام بصحتها وتربيتها حتى تكاثرت وأصبح عددها حتى تاريخ 22 مارس 2009 يقارب الستمائة غزال
، وقد قامت المحمية بتقديم بعض منها إلى محمية العظامي المحدثة في مدينة حلب والهدف من ذلك إكثارها ونشرها في البادية السورية بعد تأمينها بشكل طبيعي.

#### المها
بدأ مشروع الإكثار من المها البقر الوحشي في 1996 م حيث قامت المحمية بإدخال 8 رؤوس من المها العربي تم تقديمهم من المملكة العربية الأردنية الهاشمية كهدية للمحمية وتم تلقيح الرؤوس المستوردة والاهتمام بصحتها وتربيتها حتى تكاثرت وأصبح عددها حتى تاريخ 19 مارس 2009

125 رأس. وأيضا تم إعطاء بعض منها إلى محمية العظامي المحدثة في مدينة حلب وبهدف اكثارها ونشرها في البادية السورية بعد تأمينها بشكل طبيعي

#### أبو النوق/أبو منجل
طائر أبو النوق المسمى أيضا بطائر النوق أو طائر أبو منجل كان المعتقد عن هذا الطائر بأنه قد انقرض من سورية والشرق منذ الثمانينات
، ولم يتبق منه سوى مجموعتين في شمال غرب المغرب، ويبلغ عددها 220 طائرا، ولكن وبعد إنشاء المحمية وتحديدا في نيسان من عام 2002 م، تمكّن فريق صغير بإشراف الخبير الإيطالي جان لوكا سيرا وبمساعدة أهالي المنطقة من رصد وتوثيق اكتشاف مستعمرة مكوّنة من ثلاثة أزواج تحضن البيض وطائر مفرد من نوع أبو منجل الأصلع الشمالي وذلك على جروف الجبل الأبيض على بعد عشرة كيلومترات من بحيرة وادي أبيض شمال مدينة تدمر، وكان هذا الاكتشاف أثار اهتمام الأوساط البيئية العالمية

خاصة وأن هذا النوع من الطيور مُدرج ضمن قائمة الأنواع الحيوانية المهدد بالانقراض وقد وصفت منظمة (حياة الطيور) الحدث بأنه أهم كشف يتعلق بالطيور في الشرق الأوسط منذ أربعين عاما، ويوجد في العالم ما يقارب 30 نوعا من الطيور التي تحمل تسمية أبو منجل ومعظمها يواجه تهديدا بالانقراض أما أكثرها تهديداً فهما نوعان:
- أبو منجل الأبيض الكتفين ويقدر عدد أفراده في العالم بأقل من 250 طائراً ويتواجد في عدد من دول جنوب شرق آسيا
- أبو منجل الأصلع الشمالي ويقدر عدد أفراده بحدود 227 طائراً ويتواجد في الأسر في المغرب وتركيا وكمجموعة صغيرة مهاجرة تعشش في سورية.

و كان الطائر معروفا لدى قدماء المصريين سواء الأصلع الشمالي أو الأبيض الكتفين أو المقدس ذو اللون الأبيض، حيث اكتشفت لطائر أبي منجل الأصلع الشمالي تماثيل في قبور الفراعنة تعود إلى ثلاثة آلاف عام قبل الميلاد كما جرى تحنيطه واستخدام نقشه في الكتابة الهيروغليفية.

## المحمية كمشروع سياحي
تتميز المحمية بالإضافة إلى وظيفتها في المحافظة على البيئة بأنها معلم سياحي بيئي أيضا، يمكن زيارته مجانا
، وتفتح المحمية أبوابها للزوار من الساعة السابعة صباحا وحتى الساعة السادسة مساء، يستطيع خلالها الزائر التجول في المحمية والتعرف على نباتاتها وحيواناتها، كما وأنه يستطيع التعرف على المحمية من على برج مخصص للمراقبة علوّه 12 مترا يطل على مسورة الغزلان والمها.